# 方輔
方輔（1409年—？），字廷臣，浙江嚴州府淳安縣人，民籍。明朝政治人物。進士出身。

## 生平
浙江鄉試第二十七名。正統十三年（1448年）戊辰科會試第九十名，殿試登進士第三甲第二十一名，授兵科給事中，歷官四川參議。

## 家族
曾祖方仲高。祖父方時亨。父亲方稜。